# Dawei
Dawei o Tavoy (birmano: ထားဝယ် [dəwɛ̀]; mon: ဓဝဲါ [həwài]; siamés: ทวาย [tʰā.wāːj]) es una localidad de Birmania, capital de la región de Tanintharyi en el sur del país. Dentro de la región, Dawei es la capital del distrito homónimo y del municipio homónimo.
En 2014 tenía una población de 80 117 habitantes, algo más de la mitad de la población municipal.
Su topónimo es de origen mon, donde viene a significar "sentarse cruzando las piernas", en referencia a la imagen tradicional de Buda en su trono. Por su ubicación en un estuario próximo al mar, el área, históricamente denominada "Sagara", ha estado habitada durante siglos por marineros de diversos grupos étnicos. Perteneció al reino de Pagan desde el siglo XI hasta 1287, cuando se integró en el reino de Sukhothai. Su estado sucesor, el reino de Ayutthaya, perdió la localidad en 1564, cuando la dinastía Toungoo la consiguió incorporar durante tres siglos a territorio birmano. Hasta mediados del siglo XVII fue la localidad birmana más meridional, lo que provocó que los siameses la atacaran e incluso ocuparan temporalmente en varias ocasiones, hasta que en la guerra de 1765 los birmanos conquistaron toda la costa de la región. Los británicos ocuparon la localidad desde la primera guerra anglo-birmana de 1824-1826 hasta la independencia en 1948.
Se ubica sobre la carretera 8 a medio camino entre Mawlamyaing y Myeik, a orillas del río Dawei cerca de su desembocadura.

## Clima
| Parámetros climáticos promedio de Dawei (1981–2010, extremes 1949–1994) | Parámetros climáticos promedio de Dawei (1981–2010, extremes 1949–1994) | Parámetros climáticos promedio de Dawei (1981–2010, extremes 1949–1994) | Parámetros climáticos promedio de Dawei (1981–2010, extremes 1949–1994) | Parámetros climáticos promedio de Dawei (1981–2010, extremes 1949–1994) | Parámetros climáticos promedio de Dawei (1981–2010, extremes 1949–1994) | Parámetros climáticos promedio de Dawei (1981–2010, extremes 1949–1994) | Parámetros climáticos promedio de Dawei (1981–2010, extremes 1949–1994) | Parámetros climáticos promedio de Dawei (1981–2010, extremes 1949–1994) | Parámetros climáticos promedio de Dawei (1981–2010, extremes 1949–1994) | Parámetros climáticos promedio de Dawei (1981–2010, extremes 1949–1994) | Parámetros climáticos promedio de Dawei (1981–2010, extremes 1949–1994) | Parámetros climáticos promedio de Dawei (1981–2010, extremes 1949–1994) | Parámetros climáticos promedio de Dawei (1981–2010, extremes 1949–1994) |
| Mes                                                                     | Ene.                                                                    | Feb.                                                                    | Mar.                                                                    | Abr.                                                                    | May.                                                                    | Jun.                                                                    | Jul.                                                                    | Ago.                                                                    | Sep.                                                                    | Oct.                                                                    | Nov.                                                                    | Dic.                                                                    | Anual                                                                   |
| ----------------------------------------------------------------------- | ----------------------------------------------------------------------- | ----------------------------------------------------------------------- | ----------------------------------------------------------------------- | ----------------------------------------------------------------------- | ----------------------------------------------------------------------- | ----------------------------------------------------------------------- | ----------------------------------------------------------------------- | ----------------------------------------------------------------------- | ----------------------------------------------------------------------- | ----------------------------------------------------------------------- | ----------------------------------------------------------------------- | ----------------------------------------------------------------------- | ----------------------------------------------------------------------- |
| Temp. máx. abs. (°C)                                                    | 36.7                                                                    | 37.2                                                                    | 37.2                                                                    | 38.3                                                                    | 38.9                                                                    | 36.1                                                                    | 37.8                                                                    | 33.9                                                                    | 37.2                                                                    | 37.2                                                                    | 37.8                                                                    | 36.1                                                                    | 38.9                                                                    |
| Temp. máx. media (°C)                                                   | 33.3                                                                    | 34.1                                                                    | 34.7                                                                    | 35.0                                                                    | 32.0                                                                    | 29.4                                                                    | 28.7                                                                    | 28.4                                                                    | 29.7                                                                    | 31.7                                                                    | 32.8                                                                    | 32.6                                                                    | 31.9                                                                    |
| Temp. mín. media (°C)                                                   | 18.4                                                                    | 19.6                                                                    | 21.2                                                                    | 23.3                                                                    | 23.7                                                                    | 23.2                                                                    | 22.7                                                                    | 22.8                                                                    | 22.7                                                                    | 22.5                                                                    | 20.8                                                                    | 18.2                                                                    | 21.6                                                                    |
| Temp. mín. abs. (°C)                                                    | 10.0                                                                    | 10.6                                                                    | 13.9                                                                    | 17.8                                                                    | 20.0                                                                    | 20.6                                                                    | 20.0                                                                    | 20.0                                                                    | 20.6                                                                    | 16.7                                                                    | 11.1                                                                    | 8.9                                                                     | 8.9                                                                     |
| Lluvias (mm)                                                            | 5.8                                                                     | 16.6                                                                    | 39.5                                                                    | 115.3                                                                   | 536.3                                                                   | 1099.4                                                                  | 1201.4                                                                  | 1310.4                                                                  | 707.3                                                                   | 355.8                                                                   | 44.5                                                                    | 7.6                                                                     | 5439.9                                                                  |
| Fuente n.º 1: Norwegian Meteorological Institute                        |                                                                         |                                                                         |                                                                         |                                                                         |                                                                         |                                                                         |                                                                         |                                                                         |                                                                         |                                                                         |                                                                         |                                                                         |                                                                         |
| Fuente n.º 2: Sistema de Clasificación Bioclimática Mundial (records)   |                                                                         |                                                                         |                                                                         |                                                                         |                                                                         |                                                                         |                                                                         |                                                                         |                                                                         |                                                                         |                                                                         |                                                                         |                                                                         |